# Wojciech Kruk
Wojciech Kruk (ur. 15 stycznia 1947 w Poznaniu) – polski polityk, przedsiębiorca, ekonomista, senator II, III i IV kadencji.

## Życiorys
W 1969 ukończył studia w Wyższej Szkole Ekonomicznej w Poznaniu. W 1974 przejął rodzinny zakład jubilerski W. Kruk, działający od 1840. Na jego podstawie na początku lat 90. stworzył spółkę z ograniczoną odpowiedzialnością (której prezesował do 1996), a następnie spółkę akcyjną. Objął funkcję przewodniczącego rady nadzorczej tego przedsiębiorstwa. Stanął też na czele rady Krajowej Izby Gospodarczej oraz Wielkopolskiej Izby Przemysłowo-Handlowej, został członkiem Polskiej Rady Biznesu.
W latach 1991–2001 był senatorem II, III i IV kadencji z województwa poznańskiego. Należał do KLD i Unii Wolności. Od 2001 politycznie związany z Platformą Obywatelską. W 2001 bez powodzenia ubiegał się o reelekcję w wyborach do Senatu z ramienia Bloku Senat 2001.
Odznaczony Krzyżem Kawalerskim Orderu Odrodzenia Polski (2004).